# Front (revista britânica)
Front foi uma revista masculina britânica que surgiu em 1998 pela Cabal Communications, como uma concorrente da Loaded da IPC, ambas voltadas para o público jovem de 16 a 25 anos. A revista se inseriu no gênero das "lads' mag" britânicas, mas se diferenciou delas com a frase "Front não é uma revista de garotos" nas capas.
A revista misturava sessões de fotos de modelos atraentes com conteúdos sobre música, filmes, gadgets, jogos, moda e esporte. As modelos eram geralmente profissionais renomadas, não celebridades. A revista também ficou famosa por algumas façanhas ousadas, como infiltrar um sósia de Eric Cantona, Karl Power, na foto oficial do Manchester United em um jogo da Liga dos Campeões.
Em fevereiro de 2014, a revista anunciou em seu Facebook o fim de suas atividades e publicações. Um mês depois, em março de 2014, a revista ressurgiu com a frase "E FRONT disse a ela: Eu sou a ressurreição e a vida; quem crê em mim, ainda que Front estivesse morta, FRONT viverá!"
A revista voltou às bancas em novembro de 2016, sob o comando do editor Ryan Child. As novas edições mantiveram o humor irônico das originais, mas também abordaram questões sociais como desabrigados, abuso de opióides no Reino Unido e a crise dos refugiados, além de continuarem destacando modelos, filmes e estilo. A música também teve um papel importante no conteúdo da Front, com entrevistas com The Offspring e Big Narstie em 2016. A Front renovada também investiu no MMA e outros esportes radicais, conquistando uma legião de fãs entre seus dois milhões de seguidores nas redes sociais. No entanto, essa segunda fase foi breve; a revista encerrou sua publicação após sua 198ª edição em 2017. Sua presença nas redes sociais ainda é esporadicamente ativa até setembro de 2020, principalmente mostrando modelos.